# Adrian von Mynsicht
Adrian von Mynsicht, chiamato anche Adrian Sümenicht (1588 – 1638) è stato un alchimista tedesco.
Pubblicò alcune opere con il nome grecizzato Tribudenius, o con gli anagrammi Henricus Madathanus e Harmannus Datichius.

## Biografia
Conseguito a Rostock il dottorato in medicina (col nome di Tribudenius), lavorò a Magdeburgo prima di diventare medico personale del duca Giulio Ernesto di Brunswick-Lüneburg nel 1618, e del duca Adolfo Federico I di Meclemburgo-Schwerin nel 1631.
Venne fatto nobile col nome di Sÿmnicht.
Si stabilì infine in qualità di medico a Wittenburg.
Von Mynsicht amava definirsi «Comes Palatinus Caesareus» (conte imperiale palatino) e «Poeta Laureatus» (poeta incoronato d'alloro).
Seguace della farmacopea iatrochimica di Paracelso, gli viene attribuita la scoperta del tartaro emetico.
Tra le sue opere vi è il Thesaurus et Armamentarium Medico-Chymicum (Amburgo, 1631) firmato in appendice come Aureo Secolo.

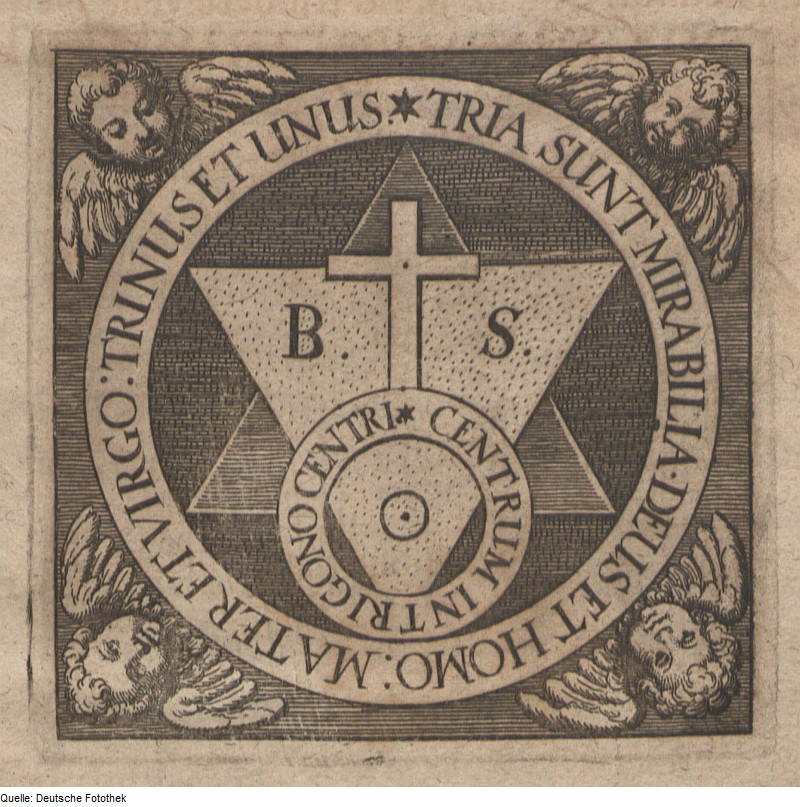
Frontespizio del libro Aureum Seculum Redivivum.

A lui sono ricondotti alcuni simboli incisi presenti sulla porta magica a Roma, unico resto della famosa Villa del Marchese Palombara, che possono essere facilmente rintracciati tra le illustrazioni dei libri di alchimia e filosofia esoterica che circolavano nella seconda metà del Seicento, e che presumibilmente erano in possesso dei frequentatori del circolo di Villa Palombara.
In particolare il disegno sul frontone, con i due triangoli sovrapposti e le iscrizioni in latino, compare quasi esattamente uguale sul frontespizio del libro teosofico Aureum Seculum Redivivum firmato «Henricus Madatanus» (anagramma di Adrian von Mynsicht), che è il secondo dei Tre trattati tedeschi di alchimia a lui attribuito.

## Opere
- Carmen De Resurrectione Domini Nostri Jesu Christi fideique energia ac triumpho, Helmstedt 1607.
- Aureum saeculum redivivum, in Musaeum Hermeticum, Francoforte 1625.
- Thesaurus et armamentarium medico-chymicum, Lubecca 1638, Leida, 1645, e diverse altre edizioni aggiuntive, tra cui:
  - Medicinisch-chymische Schatz und Rüst-Kammer (Tesoreria e armeria medico-chimica), Stoccarda 1686.